# Haunatas II
Haunatas II is een bestuurslaag in het regentschap Toba Samosir van de provincie Noord-Sumatra, Indonesië. Haunatas II telt 432 inwoners (volkstelling 2010).